# 리나 카추시테
리나 카추시테(리투아니아어: Lina Kačiušytė) 혹은 리나 베네딕토브나 카추시테(러시아어: Ли́на Бенеди́ктовна Качюши́те, 1963년 1월 1일 ~ )는 소련의 수영 선수로 1980년 하계 올림픽 200m 평영 종목을 우승했다.

## 생애
빌뉴스에서 태어나 VSS 잘기리스 클럽에서 훈련하였다. 1974년부터 1977년까지 첫 코치 아르비다스 그라추나스는 카추시테의 가능성을 보고 선수로 진로를 잡도록 지도하였다. 1976년에 소비에트 연방의 청소년 수영 대표팀과 훈련받기로 초대받았으며, 곧 국가대표 상비군에 발탁되었다.
엄격한 훈련을 받은 다음 해에 이어 1978년 서베를린에서 열리는 세계 선수권 대회에 참가할 대표팀에 발탁되었다. 세계 선수권 대회에서는 200m 평영에서 우승을 차지하며 모두를 놀랍게 하였고, 세계 기록을 2번 세웠다. 카추시테는 예선에서 같은 소련 선수이자 기존의 세계 기록 보유자 율리야 보그다노바를 꺾었으며, 세계 기록을 갱신했으며, 이후 결승전에서 보그다노바와 덴마크의 수사네 닐손을 제치고 금메달을 획득하면서 다시 세계 기록을 갱신했다. 이듬해 1979년 포츠담에서 열린 소련 수영 대표팀 대 동독 수영 대표팀 간의 친선 경기에서 3번째로 세계 기록을 세웠으며, 그 기록은 1985년 동독의 질케 회르너에게 깨질 때까지 유지되었다. 카추시테는 여성 평영 선수로서 처음으로 200m 종목을 2분 30초 기록을 깬 선수가 되었다. 
이후 모스크바에서 열릴 1980년 하계 올림픽에 참가하는 소련 대표팀에 발탁되었다. 1980년 올림픽 첫 경기인 200m 평영에서는 4조에서 예선 경기를 치뤘으며, 이 조에서 덴마크의 닐손을 제치고 조 1위로 결승에 올랐다. 이후 결승에서 스베틀라나 바르가노바와 보그다노바를 누르고 2분 29.54초의 올림픽 신기록과 함께 금메달을 획득했다. 이 올림픽 대회 여자 평영 200m는 소련 선수들이 메달을 독차지했으며, 여기서 금메달을 획득한 카추시테는 소련 여자 수영 선수 중 유일하게 모스크바 올림픽 금메달을 획득한 선수가 되었다. 두번째 경기인 100m 평영에서는 예선 2조에 배치되었고, 스웨덴의 에바마리에 호칸손의 뒤를 이어 조 2위로 결승에 올랐다. 결승에서는 1분 12.21초의 기록으로 7위를 했다. 이듬해인 1981년에는 루마니아 사회주의 공화국의 부쿠레슈티에서 열린 1981년 하계 유니버시아드에 참가하였다. 주 종목인 평영 200m에서는 2분 35.85초의 기록으로 유니버시아드 신기록을 세우며 체코슬로바키아의 이레나 플레이스네로바와 미국의 신디 터틀을 누르고 금메달을 획득했다. 100m 평영에서는 1분 14.54초의 기록으로 서독의 앙겔리카 크니핑과 중화인민공화국의 량웨이펀의 뒤를 이어 3위로 동메달을 획득했다. 이리나 오를류크, 올가 클레바키나, 이리나 라리체바와 함께 출전한 혼계영 400m에서는 4분 25.96초의 기록으로 미국과 루마니아의 뒤를 이어 동메달을 획득했다.
유니버시아드 이후 현역에서 은퇴했으며, 소련이 해체된 후 독립한 리투아니아의 국적을 취득했다. 선수 생활을 마친 후에는 영어, 스페인어, 러시아, 리투아니아어 번역가로 활동했고, 빌뉴스 시 체육 담당 부서 직원으로도 활동했다. 1998년 국제 수영 명예의 전당에 헌액되었다.